# 欧州オンブズマン
欧州オンブズマン（おうしゅうオンブズマン）とは、欧州連合の機関や組織による活動について市民から訴えられる不平を受け付け、調査する役職。ストラスブールに拠点を置いている。

## 沿革
欧州オンブズマンは欧州連合条約によって設置された役職であり、1995年には欧州議会がフィンランド出身のヤコブ・ソーデルマンを初代オンブズマンに選出した。
歴代オンブズマン
| 氏名                             | 在任期間        | 出身国       |
| -------------------------------- | --------------- | ------------ |
| ヤコブ・ソーデルマン             | 1995年 – 2003年 | フィンランド |
| ニキフォロス・ディアマンドゥロス | 2003年 – 2013年 | ギリシャ     |
| エミリー・オライリー             | 2013年 -        | アイルランド |

## 任命
欧州オンブズマンは欧州議会が任命する。欧州オンブズマンは欧州議会の任期と同じ期間を務め、また再任されることが認められている。欧州議会の求めにより欧州連合司法裁判所は、職務を遂行できる状況でない、または重大な違法行為があったということを認めれば、欧州オンブズマンを解任することができる。

## 権能
欧州連合の市民や団体は欧州オンブズマンに、欧州連合の機関による運営上の不法行為、不公平、差別、権利の濫用、返答の不履行、情報公開の拒否、不必要な遅延といった不当な行動について調査を求めることが認められている。ただし欧州オンブズマンは、欧州連合司法裁判所を構成する司法裁判所 (ECJ) および一般裁判所の司法権や、加盟国の中央および地方の行政府または裁判官、私人、私企業に対する調査権限を有していない。
また欧州オンブズマンには機関に対してその判断に従わせるというような強制的な権限を有していないが、実際に欧州オンブズマンの判断が示されれば機関はその内容におおむね従っている。欧州オンブズマンの権限はおもに説得力と発信力に支えられている。

## 案件
欧州連合の基本条約では、欧州オンブズマンに訴えることができるというのは欧州連合の市民の権利としている。欧州オンブズマンは毎年、およそ3000から4000件の案件を受けている。そのうち 60-70% は欧州委員会に対するもので、12% が欧州議会、10% が欧州人事選考局に対してであり、欧州人事選考局に対するものは職員採用の応募者からの不満である。また 9% は欧州不正対策局に対するものである。
近年の案件として、欧州委員会がドイツの科学ジャーナリストに対する支払い遅延を問題とするものがあった。欧州委員会は専門家に遅延利息と将来分の報酬を前倒しで支払った理由を説明していたのである。このほかにハンガリーの市民からの訴えを受けて、欧州人事選考局は職員採用のさいにその資格や事前選考試験に関する告知についての情報を明確にすることを決めた。さらにオンブズマンは理事会が従来は存在を否定してきた文書を公開させるようにした。